# MicroWorld Technologies
 (mai 2008).
Si vous disposez d'ouvrages ou d'articles de référence ou si vous connaissez des sites web de qualité traitant du thème abordé ici, merci de compléter l'article en donnant les références utiles à sa vérifiabilité et en les liant à la section « Notes et références ».
MicroWorld Technologies est une société de développement de solutions logicielles spécialisée dans les anti-virus, antispam, la sécurité de contenu et la prévention des intrusions sur le réseau. 
Créé aux États-Unis dans les New Jersey, MicroWorld Technologies a des succursales aux États-Unis, en Inde, en Allemagne, en Malaisie ainsi qu'en Afrique du Sud et dispose également d'un réseau de plus de 13 000 partenaires et revendeurs dans le monde entier. 
Dirigée par Govind Rammurthy, MicroWorld Technologies a commencé ses activités en 1994. La société a notamment développé des solutions de sécurité innovantes comme la technologie MicroWorld Technologies Winsock Layer (MWL) qui permet de filtrer toutes les informations transitant entre votre ordinateur et Internet pour en retirer les contenus dangereux ou non conformes.
Les produits de MicroWorld Technologies ont passé et passent encore des tests créés par des sociétés indépendantes réputées pour vérifier leur qualité. En voici quelques exemples : Virus Bulletin (en), Checkmark, AV-Comparatives (en), TUCOWS, Red Hat Ready et Novell Ready.

## Produits
- marque eScan (nl) : divers logiciels antivirus pour ordinateurs personnels et entreprises
- marque Nemasis : logiciels pour tests d'intrusion sur serveurs[3]
- MailScan : logiciels antivirus pour serveurs de messagerie électronique[4]